# Alejandro Gómez Monteverde

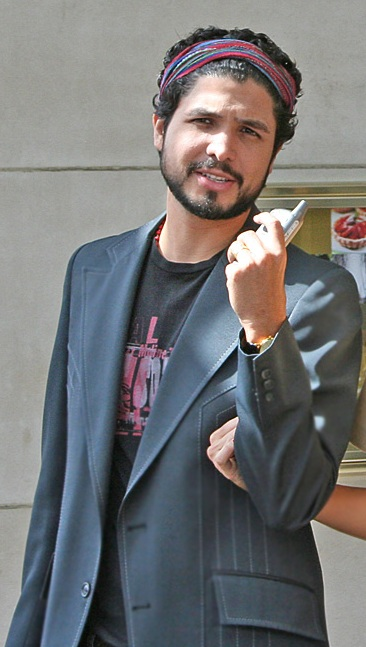
Alejandro Gómez Monteverde (2006)

José Alejandro Gómez Monteverde (* 13. Juli 1977 in Tampico, Mexiko) ist ein mexikanischer Regisseur und Drehbuchautor. 

## Biografie
Mit 17 Jahren wanderte José Alejandro Gómez Monteverde in die USA ein. Er studierte Film an der University of Texas at Austin und inszenierte nach seinen beiden Kurzfilmen Bocho und Waiting for Trains einige Werbespots. Im Jahr 2006 erschien mit dem Filmdrama Bella sein erster inszenierter Spielfilm. Der mit Eduardo Verástegui und Tammy Blanchard in den Hauptrollen besetzte Film wurde beim Toronto International Film Festival 2007 mit dem Publikumspreis ausgezeichnet.
Bei einem Bibelkurs seiner Kirche lernte Gómez Monteverde die Schauspielerin Ali Landry kennen, die er am 8. April 2006 im mexikanischen San Miguel de Allende heiratete. Mit ihr hat er drei gemeinsame Kinder, die 2007, 2011 und 2013 zur Welt kamen.

## Filmografie (Auswahl)
- 2001: Bocho
- 2002: Waiting for Trains
- 2006: Bella
- 2015: Little Boy
- 2022: Sound of Freedom
- 2024: Die Gesandte des Papstes (Cabrini)